# Altered Images
Altered Images est un groupe de rock britannique, originaire de Glasgow, en Écosse. Actif durant guère plus de quatre ans, entre 1979 et 1983, il n'en a pas moins laissé le souvenir d'une musique emblématique du style new wave du début des années 1980, plus précisément dans sa variante post-punk.

## Biographie

### Débuts
Le groupe est né d'une bande de copains de collège, réunis autour de la charismatique chanteuse Clare Grogan : Gerard « Caesar » McNulty (guitare), Michael « Tich » Anderson (batterie), Tony McDaid (guitare) et Johnny McElhone (basse). Cette bande d'adolescents enregistre une démo et en envoie une cassette à Siouxsie and the Banshees, groupe qui était alors une référence incontestée en matière de post-punk. Celui-ci réagit favorablement, et offre aux jeunes débutants un créneau en première partie de concerts tenus en 1980.
Altered Images ne tarde pas à se faire connaître, notamment grâce au charme et à la présence scénique effervescente de Claire Grogan, mais aussi par un indéniable talent à produire des arrangements insolites et accrocheurs sans sortir de la formule archi-traditionnelle guitares + basse + batterie. Le groupe recueille le précieux soutien de John Peel, DJ à BBC Radio 1. Le label Epic les prend sous contrat. Ils enregistrent fin 1980 leur premier simple Dead Pop Stars, qui se moque des gloires déchues ou disparues du show-bizz. Manque de chance, entre l'enregistrement du morceau et la sortie du disque au début de 1981, John Lennon est assassiné. Altered Images commence donc sa carrière discographique par une involontaire faute de goût, sans même en tirer profit. Dead Pop Stars n'atteint que la 67e place dans les Charts. Le simple suivant n'entre même pas dans le top 100. Le guitariste Gerard « Caesar » McNulty abandonne le groupe en avril 1981, et s'en va fonder The Wake.

### Percée
McNulty est remplacé par Jim McKinven. Dans sa nouvelle composition, Altered Images enregistre son premier album Happy Birthday, principalement sous la supervision de Steven Severin (de Siouxsie and the Banshees) mais aussi avec l'aide de Martin Rushent, qui produit en particulier la chanson-titre Happy Birthday. Celle-ci sort en single en août 1981, suivie de l'album le mois suivant. Ce dernier atteint la 26e place des ventes, tandis que le simple se hissera en octobre en deuxième des charts,. Le groupe est lancé, fait alors figure de grand espoir de la new wave britannique. I Could Be Happy atteint la 45e place du classement américain Billboard Dance Chart.
Après une tournée de promotion, le groupe mit en boîte sans tarder son second album, Pinky Blue, produit par Martin Rushent et publié en mai 1982. Celui-ci se vend encore mieux que le précédent. Sa formule, qui marie héritage post-punk et bubblegum pop pervertie, est condensée dans le single qui en a été extrait I Could be Happy, bien accueilli sur les marchés étrangers. Mais cette même année, McKinven et le batteur Michael Anderson quittent le groupe. Ils sont remplacés par le multi-instrumentiste Steve Lironi (par ailleurs futur époux de Clare Grogan).

### Séparation
Le troisième et dernier album d'Altered Images sera Bite, produit pour moitiés par Tony Visconti et Steve Chapman. Malgré des ventes satisfaisantes, il souffre d'un déficit d'enthousiasme du public, qui y voit un virage commercial vers une musique proprette et formatée. L'aventure Altered Images s'achève dans le désenchantement. Le groupe se disperse.
Clare Grogan tentera une carrière de chanteuse solo mais préférera vite se consacrer à une carrière d'actrice. Johnny McElhone, le bassiste, forme en 1984 le groupe Hipsway. Il ira fonder plus tard un autre groupe écossais organisé autour d'une chanteuse, et promis à une grande fortune, Texas.
Grogan joue de nouveau en 2012 sous le nom Altered Images au Butlins Holiday Resort de Minehead le 11 mai et à The Assembly de Leamington Spa le 12 mai 2012. Toujours en 2012, Grogan assemble une version « entièrement féminine » d'Altered Images (sans la formation originale composée de McElhone, McDaid, et Anderson) et annonce une virée au Rebellion Festival 2012.

## Discographie

### Albums studio
- 1981 : Happy Birthday
- 1982 : Pinky Blue
- 1983 : Bite
- 2022 : Mascara Streakz

### Singles
- 1981 : Dead Pop Stars
- 1981 : A Day's Wait
- 1981 : Happy Birthday
- 1981 : I Could Be Happy
- 1982 : See Those Eyes
- 1982 : Pinky Blue
- 1982 : Song Sung Blue
- 1983 : Don't Talk to Me About Love
- 1983 : Bring Me Closer
- 1983 : Love to Stay
- 1983 : Change of Heart